# 特德·约翰逊
特德·约翰逊（英語：Ted Johnson，1924年5月1日—1985年7月19日），新西兰男子赛艇运动员。他曾代表新西兰参加1950年大英帝国运动会赛艇比赛，获得男子四人单桨有舵手金牌。